# O Cara Suja
O Cara Suja foi uma telenovela brasileira produzida e exibida pela extinta TV Tupi entre 1 de abril a 13 de julho de 1965, às 20h. 
Foi escrita por Walter George Durst, com base no original argentino de Roberto Valente, com direção de Geraldo Vietri e supervisão de Glória Magadan.

## Enredo
Uma emocionante história  que narra a vida de Ciccilo, um imigrante italiano da Calábria, recém-chegado ao Brasil, um homem simples e rude tentando integrar-se numa sociedade fechada e hostil.
Yara, a "Biondina", é uma grã-fina que amarga a ruína financeira de sua família. Por isso ela se aproxima do carcamano grosseirão que, de uma hora para outra, tornara-se milionário ao ganhar um prêmio na loteria. Os milionários estão em decadência e o italiano põe todos a trabalhar!
Um triângulo amoroso se instala quando surge Marília, uma bela secretária, que se apaixona por Ciccilo. Ao final, todos queriam saber se Yara conquistaria o coração do imigrante, ou Marília levaria a melhor.

## Elenco
- Sérgio Cardoso .... Ciccilo
- Rita Cléos .... Yara, a Biondina
- Gilberto Sálvio .... Bebeto
- Guiomar Gonçalves .... Cândida
- Percy Aires .... Patrício
- Juca de Oliveira .... Valdemar
- Carmen Jóia .... Marília
- Gian Carlo .... Celinho
- Norah Fontes .... Sofia
- Sérgio Galvão .... José Eduardo
- Marisa Sanches .... Amália
- Aída Mar